# Rio Jefferson
O rio Jefferson (em inglês: Jefferson River) é um curso de água dos Estados Unidos. Afluente do rio Missouri, com cerca de 333 km de comprimento, situado no estado de Montana, nos Estados Unidos. É um dos três rios, com o rio Madison e o rio Gallatin, que convergem perto de Three Forks (no Montana) para formar o Missouri. Em partes do seu percurso, também é conhecido como rio Red Rock (Red Rock River) e rio Beaverhead (Beaverhead River).